# 楊琬茜
楊琬茜（英語：Wan-Chien Yang，1981年11月27日—），當代小提琴樂手、配樂作曲家，臺灣高雄人，雙胞胎姊姊為電影導演楊貽茜。1996年，即台灣代表赴日，于International Junior Original Concert發表作品《給鋼琴和法國號的組曲》（The Suite for French Horn ahd Piano）。2012年為電影長片《寶米恰恰》擔任配樂及音樂總監，跨足電影配樂。2017年為HBO製作的電視劇《通靈少女》擔任配樂作曲與製作，開始在華語影視劇配樂市場嶄露頭角。2023年憑藉電影長片《查無此心》獲得第25屆台北電影獎最佳配樂。

## 作品

### 電影長片配樂
| 年份   | 作品名稱           | 擔任           | 合作演員                       | 音樂獎項                     |
| 2012年 | 《寶米恰恰》       | 配樂、音樂總監 | 黃姵嘉、姜康哲、歐陽倫         |                              |
| 2014年 | 《甜蜜殺機》       | 配樂、音樂總監 | 蘇有朋、林依晨、吳中天、雷洪   |                              |
| 2015年 | 《我們全家不太熟》 | 配樂、音樂總監 | 張榕容、張書豪、郝劭文         |                              |
| 2018年 | 《狂徒》           | 配樂、音樂總監 | 吳慷仁、林哲熹、李千那、謝欣穎 |                              |
| 2020年 | 《哈囉少女》       | 配樂、音樂總監 | 王渝屏、陈怡叡、姚亦晴、刘主平 |                              |
| 2022年 | 《夢遊樂園》       | 配樂、音樂總監 | 溫升豪、曾珮瑜、程希緹、宸頤   |                              |
| 2022年 | 《查無此心》       | 配樂、音樂總監 | 阮經天、張鈞甯                 | 獲得2023年台北電影獎最佳配樂 |

### 電視劇配樂
- 2022年

1. 《愛情應該有的樣子》
2. 《二進制戀愛》

- 2021年

1. 《良言寫意》

- 2020年

1. 《半是蜜糖半是傷》
2. 《穿盔甲的少女》

- 2019年

1. 《通靈少女》第二季（與溫子捷共同創作）
2. 《天醒之路》
3. 《從前有座靈劍山》
4. 《我不能戀愛的女朋友》

- 2018年

1. 《上鎖的房間》

- 2017年

1. 《通靈少女》第一季（與溫子捷共同創作）
2. 《端腦》
3. 《繁星四月》
4. 《親愛的王子大人》
5. 《我與你的光年距離》
6. 《盲約》

- 2016年

1. 《親愛的，公主病》

### 音樂歌曲編曲
| 年份   | 作品名稱     | 擔任 | 歌手   | 收錄專輯              | 備註                     |
| 2025年 | 《深度睡眠》 | 编曲 | 林宥嘉 | 《Apples of Thy Eye》 | 與盧律銘、林宥嘉共同創作 |

## 外部連結
- 楊琬茜 （页面存档备份，存于）在IMDB上的簡介
- 楊琬茜 （页面存档备份，存于）在台灣電影網上的簡介
- 楊琬茜作品節選 （页面存档备份，存于）在apple music上聆聽
- 楊琬茜作品節選 （页面存档备份，存于）在Spotify上聆聽